# Ljus av ljus, o morgonstjärna
Ljus av ljus, o morgonstjärna är en psalm av Martin Opitz med originaltiteln "O Liecht gebohren aus dem Liechte" som trycktes första gången 1634 och som översattes av den finländske prästen Johannes Melartopæus 1664, varpå Johan Olof Wallin gjorde en bearbetning 1814 och psalmen fick ytterligare en modernisering av Karl-Gustaf Hildebrand 1984.
Melodi är av Johann Schop ur Himmlischer Lieder från 1642 och samma som till den mer välkända Herre, signe du och råde och enligt senare års psalmböcker används till flera andra psalmer. 
Redan i 1697 års koralbok anges att melodin är densamma som för psalmerna Helge Ande, hjärtats nöje (1695 nr 184), Ack, vi ästu dock så blinder (1695 nr 278), Opna tigh min munn och tunga (1695 nr 376), Var nu redo, själ och tunga (1695 nr 377) och Herre, signe du och råde (1695 nr 413).

## Publicerad som
- Nr 356 i 1695 års psalmbok under rubriken "Morgon-Psalmer".
- Nr 426 i 1819 års psalmbok under rubriken "Med avseende på särskilda personer, tider och omständigheter: Morgon och afton: Morgonpsalmer".
- Nr 106 i Stockholms söndagsskolförenings sångbok 1882 med verserna 3-5, under rubriken "Psalmer".
- Nr 18 i Sionstoner 1935 med titelraden "Låt din Andes morgonstrimma", under rubriken "Inledning och bön".
- Nr 426 i 1937 års psalmbok under rubriken "Morgon".
- Nr 488 i Den svenska psalmboken 1986 under rubriken "Vid kyrkoårets slut".
- Nr 504 i Svensk psalmbok för den evangelisk-lutherska kyrkan i Finland (1986) under rubriken "Morgon och afton", men en annan text än i Den svenska psalmboken.
- Nr 550 i Lova Herren 1987 med titelraden "Låt din Andes morgonstrimma", under rubriken "Guds barn i bön och efterföljelse".
- Nr 484 i Lova Herren 2020, under rubriken "Efterföljelse och helgelse".